# Zimiromus tropicalis
Zimiromus tropicalis är en spindelart som först beskrevs av Banks 1909.  Zimiromus tropicalis ingår i släktet Zimiromus och familjen plattbuksspindlar. Inga underarter finns listade i Catalogue of Life.